# Osphranteria suaveolens
Osphranteria suaveolens là một loài bọ cánh cứng trong họ Cerambycidae.